# Bleda (rodzaj)
Bleda – rodzaj ptaków z rodziny bilbili (Pycnonotidae).

## Występowanie
Rodzaj obejmuje gatunki występujące w Afryce Subsaharyjskiej.

## Morfologia
Długość ciała 19,5–23 cm, masa ciała 28,5–57 g (samce są większe i cięższe od samic).

## Systematyka
Rodzaj zdefiniował w 1857 roku francuski zoolog Karol Lucjan Bonaparte w artykule poświęconym systematyce wybranych grup ptaków opublikowanym w czasopiśmie Revue et Magasin de Zoologie pure et Appliquée. Gatunkiem typowym jest (oznaczenie monotypowe) bleda rudosterna (B. syndactylus).

### Etymologia
Bleda: Bleda – wódz Hunów, urodzony około 390 roku. Razem ze swym młodszym bratem Attylą odziedziczył tron po stryju Ruasie. Rządził wraz z nim przez 11 lat, aż do swej śmierci w 445 roku. Najprawdopodobniej został zabity przez Attylę.

### Podział systematyczny
Do rodzaju należą następujące gatunki:
- Bleda syndactylus (Swainson, 1837) – bleda rudosterna
- Bleda eximius (Hartlaub, 1855) – bleda zielonosterna
- Bleda notatus (Cassin, 1856) – bleda kongijska
- Bleda ugandae van Someren, 1915 – bleda żółtooka
- Bleda canicapillus (Hartlaub, 1850) – bleda szarogłowa